# Quaestura exercitus
La Quaestura exercitus era un peculiare distretto amministrativo dell'Impero romano d'Oriente con sede a Odesso istituita dall'Imperatore Giustiniano I il 18 maggio 536.
Questo territorio conteneva le province romane di Mesia inferiore e Scizia inferiore, che si trovavano nella regione meridionale del Danubio, oltre alle province di Cipro, Caria, e l'arcipelago egeo (per esempio le Cicladi). Tutte queste province vennero separate dalla prefettura del pretorio d'Oriente e poste sotto l'autorità di un quaestor. L'autorità del quaestor era equivalente a quella di un magister militum. Dato che le province danubiane, d'importanza strategica vitale, si erano economicamente impoverite, lo scopo della quaestura exercitus era quella di sostenere le truppe che erano stazionate lì. Connettendo le province Danubiane meridionali con province più prospere, Giustiniano fu in grado di trasportare rifornimenti attraverso il Mar nero. Questa riorganizzazione territoriale sollevò le popolazioni delle povere regioni danubiane dal peso di mantenere le truppe ivi stazionate.
Alla fine le province danubiane che costituivano la quaestura exercitus non sopravvissero alle invasioni dei Balcani da parte di Slavi e Avari. Tuttavia rimasero in mano romana fortezze isolate sul delta del Danubio e lungo le coste del Mar nero, e c'è evidenza storica che la grande thema navale bizantina del Karabisianoi venne creata sui resti della quaestura.